# Mario Klinger
Mario Klinger (* 27. Dezember 1986 in Essen) ist ein deutscher Fußballspieler, der in der Verteidigung und im Mittelfeld eingesetzt werden kann. Sein Vater ist der ehemalige Bundesligaspieler und DFB-Pokalgewinner Dietmar Klinger.

## Jugend
In der Jugend wurde Mario Klinger von seinem Vater, dem damaligen Fußball-Bundesliga-Profi Dietmar Klinger, beim PSV Essen trainiert. Anschließend wechselte er in den Jugendbereich zum FC Schalke 04.

## Senioren
Im Jahr 2005 schaffte er den Sprung in den Profi-Kader des FC Schalke 04 und wurde im Ligapokal eingesetzt, den das Team auch gewann. In der ersten Saison kam er, außer im Ligapokal nur auf einen Einsatz im DFB-Pokal. Nach dieser Saison ohne Bundesligaeinsatz bestritt er drei Spiele in der Oberliga Westfalen für die zweite Mannschaft der Schalker. Im September 2006 wechselte er zum KSV Hessen Kassel und erzielte in 28 Partien für den Regionalligisten zwei Tore. Nach nur einer Saison verließ er den Verein und wechselte zu Rot-Weiss Essen, der aus der 2. Bundesliga in die Regionalliga Nord abgestiegen war. Dort wurde er in 23 Liga- und zwei DFB-Pokalspielen eingesetzt und verpasste mit dem Team am letzten Spieltag den Sprung in die 3. Fußball-Liga.
Im August 2008 wurde Klinger offiziell von Stefan Kuntz als Neuverpflichtung für den Profikader des 1. FC Kaiserslautern vorgestellt. Dort kam er nur bei der Zweitvertretung in der Regionalliga West zum Einsatz. In den beiden Regionalliga-Saisons erzielte Klinger zwölf Tore in 36 Ligapartien. Zur Saison 2010/11 wechselte er zum Zweitligisten Rot-Weiß Oberhausen. Sein erstes Profiligaspiel bestritt er am 20. August 2010 gegen Hertha BSC, als er in der 46. Minute eingewechselt wurde. Klinger erzielte sein erstes Zweitligator, nachdem er wie am ersten Spieltag in der 46. Minute eingewechselt wurde, am 18. September 2009 zum 2:1 gegen den VfL Bochum in der 79. Minute und leitete damit den 3:1-Sieg am vierten Spieltag ein. Am Ende der Saison stieg Oberhausen in die 3. Liga ab. Im Jahr darauf stieg die Mannschaft unter Mario Basler in die Regionalliga West ab. Am 24. Juli 2012 unterschrieb Klinger einen Einjahresvertrag bei Eintracht Trier. Danach wechselte er für eine Spielzeit zum Ligakonkurrenten FC 08 Homburg. Im September 2014 verpflichtete ihn die SG Wattenscheid 09, wo er auch die Kapitänsbinde übernahm. Nach zwei Jahren verließ er die Lohrheide wieder und schloss sich dem FC Kray an. Nachdem Klinger mit Kray in der Spielzeit 2016/17 von der Oberliga in die Landesliga abgestiegen war, wechselte er zum TVD Velbert. Dort übernahm er das Amt des Spielertrainers. Trotz Tabellenführung wurde er im April 2018 nach einer Negativserie entlassen und durch Hüzeyfe Doğan ersetzt. Die Saison 2019/20 verbrachte Klinger dann beim Bochumer Bezirksligisten SC Weitmar 45 und seitdem ist er noch sporadisch für die Reservemannschaft des Essener SC Preußen 02 in der Kreisliga aktiv.

## Erfolge
- DFL-Ligapokal-Sieger 2005 mit dem FC Schalke 04